# Timnath
Pour les articles homonymes, voir Timnath (homonymie).
Timnath est une ville américaine située dans le comté de Larimer dans le Colorado.
D'abord appelée Sherwood, la ville est renommée par le premier receveur des postes local, le révérend Charles Taylor, en référence à la ville biblique de Timnah (en).

## Démographie
Selon le recensement de 2010, Timnath compte 625 habitants. La municipalité s'étend sur 4,85 milles carrés (12,56 km2).
| 1930 | 1940 | 1950 | 1960 | 1970 | 1980 |
| ---- | ---- | ---- | ---- | ---- | ---- |
| 169  | 147  | 177  | 150  | 177  | 185  |

| 1990 | 2000 | 2010 | - | - | - |
| ---- | ---- | ---- | - | - | - |
| 190  | 223  | 625  | - | - | - |